# East Side Gallery

East Side Gallery — постоянная художественная галерея под открытым небом в германской столице, в берлинском районе Фридрихсхайн.
Галерея представляет собой самый большой и самый известный из сохранившихся участков пограничных сооружений Берлинской стены. Весной 1990 года, после открытия границы между Западным и Восточным Берлином в 1989 году, на участке Берлинской стены вдоль Шпре на улице Мюленштрассе (нем. Mühlenstraße) от Остбанхофа до Обербаумбрюкке появилось художественное отражение политических событий, произошедших в Германии в 1989—1990 годы. В работе над 106 картинами, написанными на восточной стороне (англ. east side) Берлинской стены приняли участие 118 художников из 21 страны. Галерея открылась 28 сентября 1990 года. Её длина составляет 1316 метров, и тем самым East Side Gallery является самой длинной в мире художественной галереей под открытым небом с постоянной экспозицией. С 1991 года галерея находится под охраной государства как исторический памятник.

## Галерея

Картины East Side Gallery
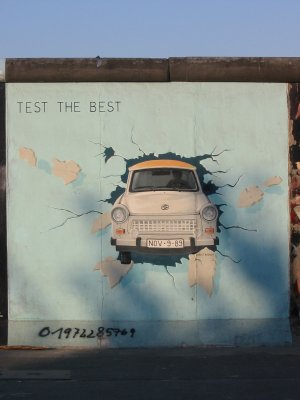
Биргит Киндер. «Test the Best»
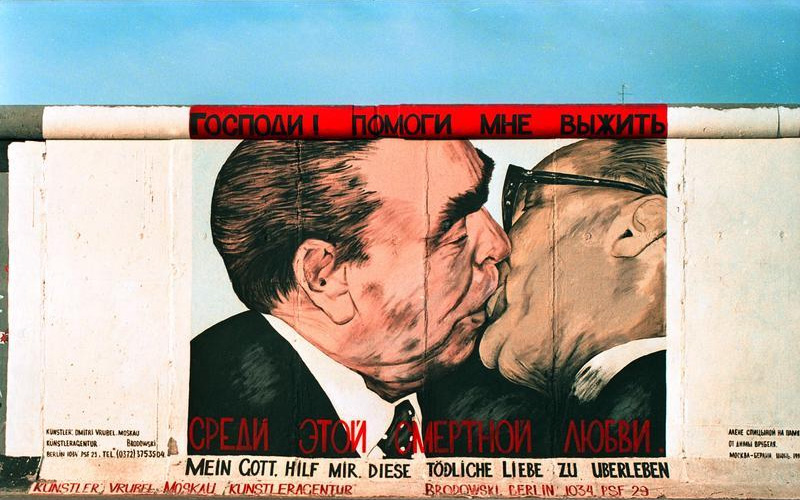
Дмитрий Врубель. «Господи! Помоги мне выжить среди этой смертной любви»
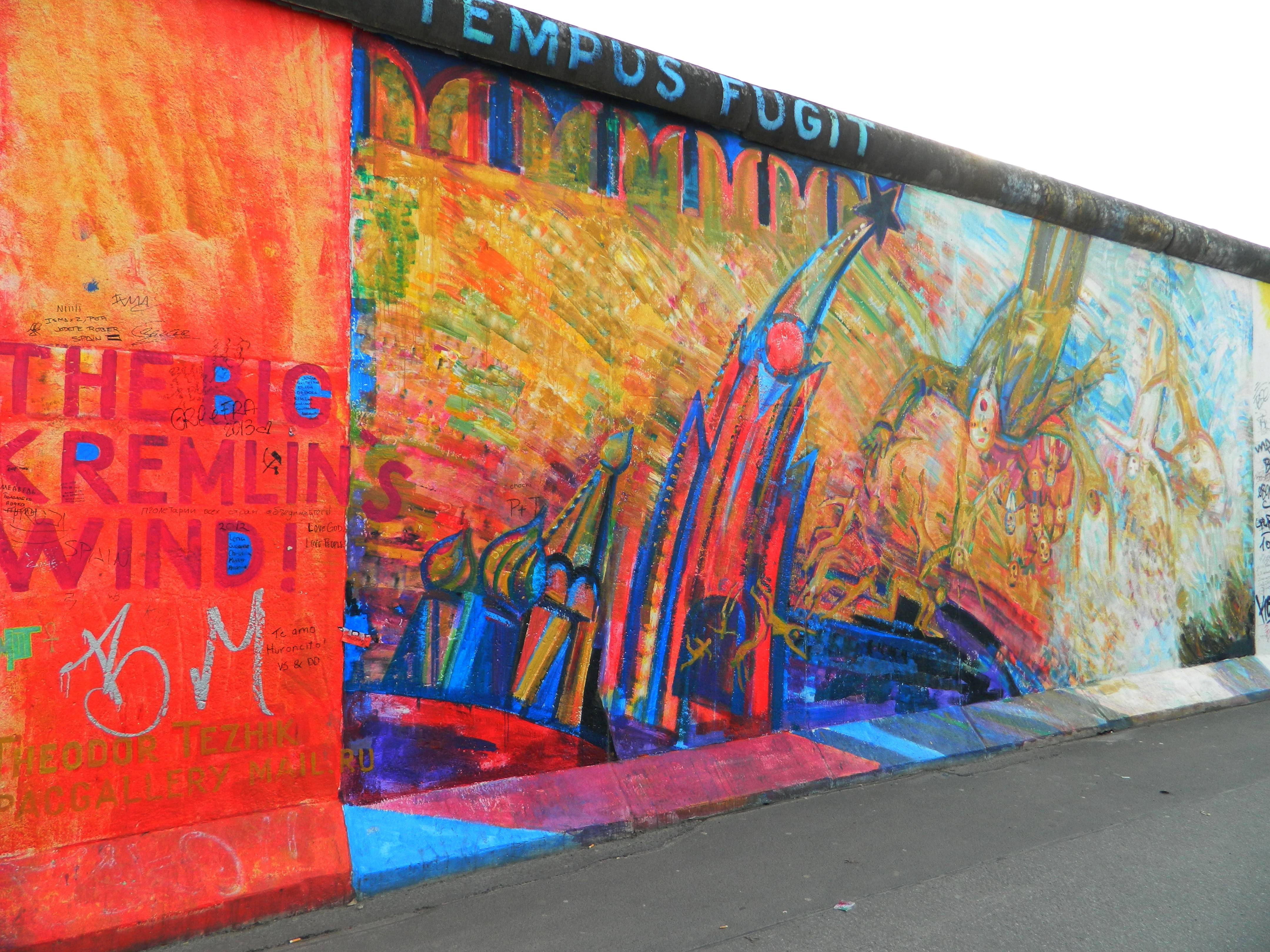
Теодор Тэжик. «Большой кремлёвский ветер»